# Marcus du Sautoy

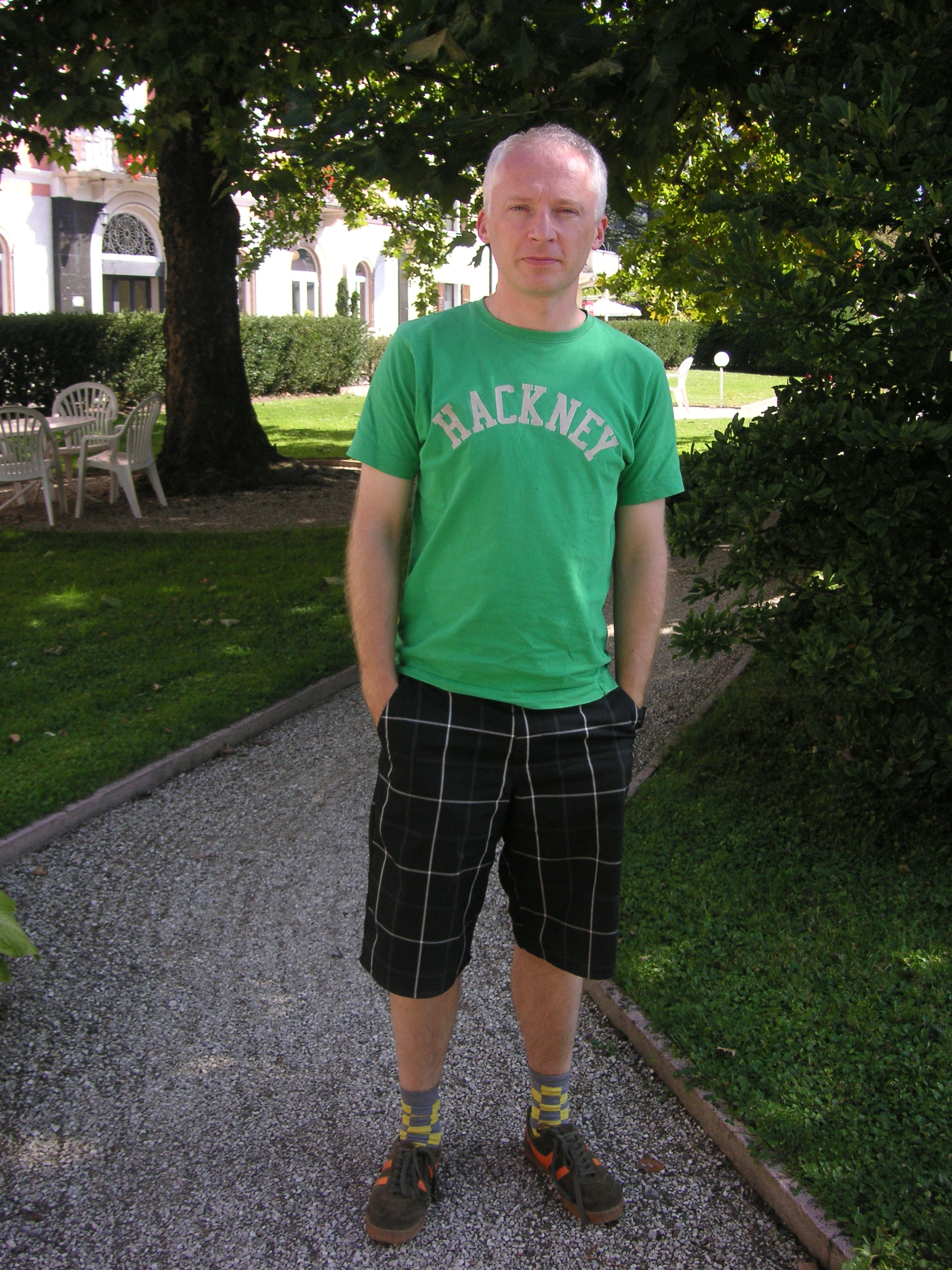
Marcus du Sautoy

Marcus Peter Francis du Sautoy (Londen, 26 augustus 1965) is hoogleraar wiskunde en Simonyi Professor for the Public Understanding of Science (Simonyi hoogleraar voor het publiek begrip van de wetenschap) aan de Universiteit van Oxford. Zijn onderzoek betreft vooral getaltheorie en groepentheorie.
Du Sautoy is bekend geworden met zijn werk op het gebied van het populariseren van wiskunde. Hij schrijft voor The Times en The Guardian en presenteerde de BBC-series The Story of Maths en Horizon. Ook schreef hij boeken waaronder Finding Moonshine, in het Nederlands uitgegeven onder de titel Het symmetriemonster. Uit de kerstlezingen van 2006 aan het Royal Institution puurde hij zijn derde boek: The Number Mysteries (2010, De getalmysteries, Uitgeverij Nieuwezijds). Het gaat in op de belangrijkste onopgeloste problemen in de wiskunde via ongewone verhalen over wiskunde in het alledaagse leven. In Juli 2011 begon zijn nieuwe BBC-programma The Code. Een van zijn meest populaire boeken is What We Cannot Know: Explorations at the Edge of Knowledge (2016, Wat we niet kunnen weten, Nieuwezijds). Het boek doet een poging de grenzen van de kennis vast te stellen, de vragen waarop we waarschijnlijk nooit een antwoord zullen vinden. In 2023 verscheen het boek Around the World in 8O games dat de wiskundige geheimen onthult van de meest bekende spellen.

## Populair werk
- The Music of the Primes, Fourth Estate, 2003
- Finding Moonshine (titel in VK), Fourth Estate, 2007. Andere titel in VS: Symmetry: A Journey into the Patterns of Nature, 2008. Vertaald als Het symmetrie-monster, Nieuwezijds 2011
- The Num8er My5teries: A Mathematical Odyssey Through Everyday Life, Fourth Estate, 2010. Ook met titel The Number Mysteries: A Mathematical Odyssey through Everyday Life
- What We Cannot Know, Fourth Estate, 2016. Vertaald als Wat we niet kunnen weten, Nieuwezijds 2016
- Around the World in 80 Games: A mathematician unlocks the secrets of the greatest games, HarperCollins 2023